# Algés (vila)
Algés é uma vila portuguesa situada na freguesia de Algés, Linda-a-Velha e Cruz Quebrada - Dafundo de que é sede, no município de Oeiras.
A povoação de Algés é elevada ao estatuto de vila pela Lei n.º 86/91 de 16 de agosto de 1991.

## História
A origem de Algés remonta ao tempo da ocupação árabe, existindo um pequeno aglomerado, até ao século XIV, na parte mais elevada da atual vila, hoje conhecida por Algés de Cima. Em Algés, os principais cultivos eram de produtos hortícolas e pomares, que já se encaminhavam para o abastecimento de Lisboa.
No século XVI, durante o reinado do Rei D. Manuel, dá-se ocupação dos terrenos da encosta até ao vale da Ribeira de Algés, momento em que se inicia a construção de fortificações ao longo da margem direita do Rio Tejo. É também nesse século, que se dá o início do desenvolvimento de alguma atividade industrial e comercial.
Nos séculos XVII e XVIII, começam a ser construídos palácios e grandes quintas destinadas ao recreio e à exploração agrícola.
No século XIX assinala-se o declínio da atividade agrícola e o surgimento de algumas indústrias. É na primeira metade desse século, com a revolução liberal, que se dá a extinção das ordens monásticas e o crescimento da burguesia. Devido a sua proximidade à capital, Algés é muito procurada para os banhos de mar, tornando-se uma região em voga. Vê-se o aumento do número de casas apalaçadas com função de recreio nessa zona balnear, como o Palácio Anjos, que data da segunda metade do século XIX.
Em 1886, foi construída uma nova Estrada da Circunvalação, em Lisboa, que definiu o atual limite geográfico do Concelho de Lisboa, e que se iniciava em Algés. Também ocorre a inauguração em 1889 da linha de caminho-de-ferro de Cascais, com o comboio a vapor. Como consequência da construção e expansão desta linha, instalam-se no concelho um conjunto de unidades industriais. A realização do aterro na zona ribeirinha, destinado à instalação da via-férrea, criou as condições para a ocupação da parte mais baixa de Algés. Este fato promoveu e dinamizou o crescimento deste aglomerado urbano, onde um importante núcleo comercial e de lazer se desenvolveu em função dessas novas infraestruturas. Nesta altura, Algés é muito procurada por banhistas, como local para recreio e lazer, em consequência da melhor acessibilidade.
Com a construção da linha férrea, vieram para Algés pessoas com menos posses para fazer praia, o que induziu os membros de classes elevadas a vender as suas moradias, como aconteceu com Policarpo Anjos [Palácio Anjos].
No século XX, a construção da Estrada Marginal entre Lisboa e Cascais associada à dinâmica balnear e turística instalada na Costa do Sol no século XIX aceleram a expansão dos centros urbanos, surgindo na faixa litoral pequenos “chalets” e moradias de recreio. Em Algés abriu-se a Avenida da República que ligava a zona ribeirinha a Algés de Cima. Anos mais tarde, cria-se a Avenida dos Combatentes da Grande Guerra, o eixo principal da Baixa de Algés. Apesar do desenvolvimento de Algés são preservados importantes exemplares do património arquitetónico, como o Palácio Ribamar, atual Biblioteca Municipal, e o Palácio Anjos, Centro de Arte Manuel de Brito.
Os anos 1920 trouxeram sensíveis alterações à vida em Algés. Surgem os primeiros bairros ao longo da Avenida dos Combatentes da Grande Guerra, onde se encontravam restaurantes, cabarés e um casino, “The Splendid Foz Garden”, instalado no Palácio Ribamar (atual Biblioteca Municipal).
Com a concentração de atividades económicas em Lisboa, há o abandono da população para novos bairros residenciais em torno da capital e com boa acessibilidade. Assiste-se na década de 1960 ao surgimento de grandes urbanizações. O processo de crescimento de áreas urbanas avança em todas as direções, privilegiando certos eixos dotados de maior acessibilidade, como a linha de caminho-de-ferro, a Estrada Marginal e Autoestrada Lisboa – Cascais. Dada a sua proximidade e acessibilidade a Lisboa, Algés foi dos primeiros lugares a transformar-se em área residencial de grande densidade, através de uma densificação intensiva da malha existente, ao mesmo tempo que o crescimento migra para a zona da antiga ribeira de Algés – Miraflores.

## Orago
A vila de Algés pertence à Paróquia de Algés que tem por orago Cristo-Rei.

## Património
- Palácio Anjos
- Palácio Ribamar
- Cruzeiro de Algés